# 아프리카벼
아프리카벼(Oryza glaberrima)는 벼속의 식물로 서아프리카 일부에서 재배하는 종이다. 아시아벼(Oryza sativa)에 비해 탈립(shattering)성이 강하다.